# دمیرکنت (یوسف‌علی)
دمیرکنت (به ترکی استانبولی: Demirkent) یک منطقهٔ مسکونی در ترکیه است که در یوسف‌علی واقع شده‌است. دمیرکنت  ۳۵۴ نفر جمعیت دارد.